# Уикипедия на ингушки език
Уикипедия на ингушки (на ингушки: Гӏалгӏай Википеди) е официалният раздел на Уикипедия на ингушки език. Създаден е на 18 април 2018 г. на: inh.wikipedia.org. Три месеца по-рано този проект е одобрен от Езиковия комитет на Фондация Уикимедия. До 20 април 2018 г. е завършена работата по прехвърлянето на повечето статии от инкубатор в новия домейн. Проектът Уикипедия на ингушки прекарва в инкубатора малко повече от 10 години.
Към 28 февруари 2025 г. в Уикипедия на ингушки има 2385 статии. По този показател разделът е на 250-о място сред всички езикови версии на Wikipedia.
Администратор на ингушката Уикипедия е Муса Евлоев.